# Dikka
Le dikka ou dakka (en arabe : دكة),, également connu en turc sous le nom de müezzin mahfili, est une plate-forme surélevée ou tribune dans une mosquée à partir de laquelle le Coran est récité et où le muezzin chante ou répète en réponse aux prières de l'imam,,,.

## Usage
Il est également utilisé par le muezzin pour chanter le deuxième appel à la prière (iqama), qui indique aux fidèles que la prière est sur le point de commencer. Lors d'occasions spéciales ou de soirées, comme pendant le mois de Ramadan, des récitants experts ou professionnels du Coran utilisent également la plateforme pour chanter des parties du Coran. On l'appelle aussi mukabbariyah (en arabe : مكبرية) dans la mosquée du Prophète à Médine.
Cette caractéristique ne se retrouve pas dans toutes les mosquées mais se retrouve le plus souvent dans les grandes mosquées où il est difficile pour les fidèles éloignés du mihrab d'entendre l'imam. Élevé sur des colonnes, il peut s'agir d'une structure autonome près du milieu de la salle de prière ou d'un balcon adossé à un pilier ou à un mur opposé au minbar.

## Galerie d'images

Dikka
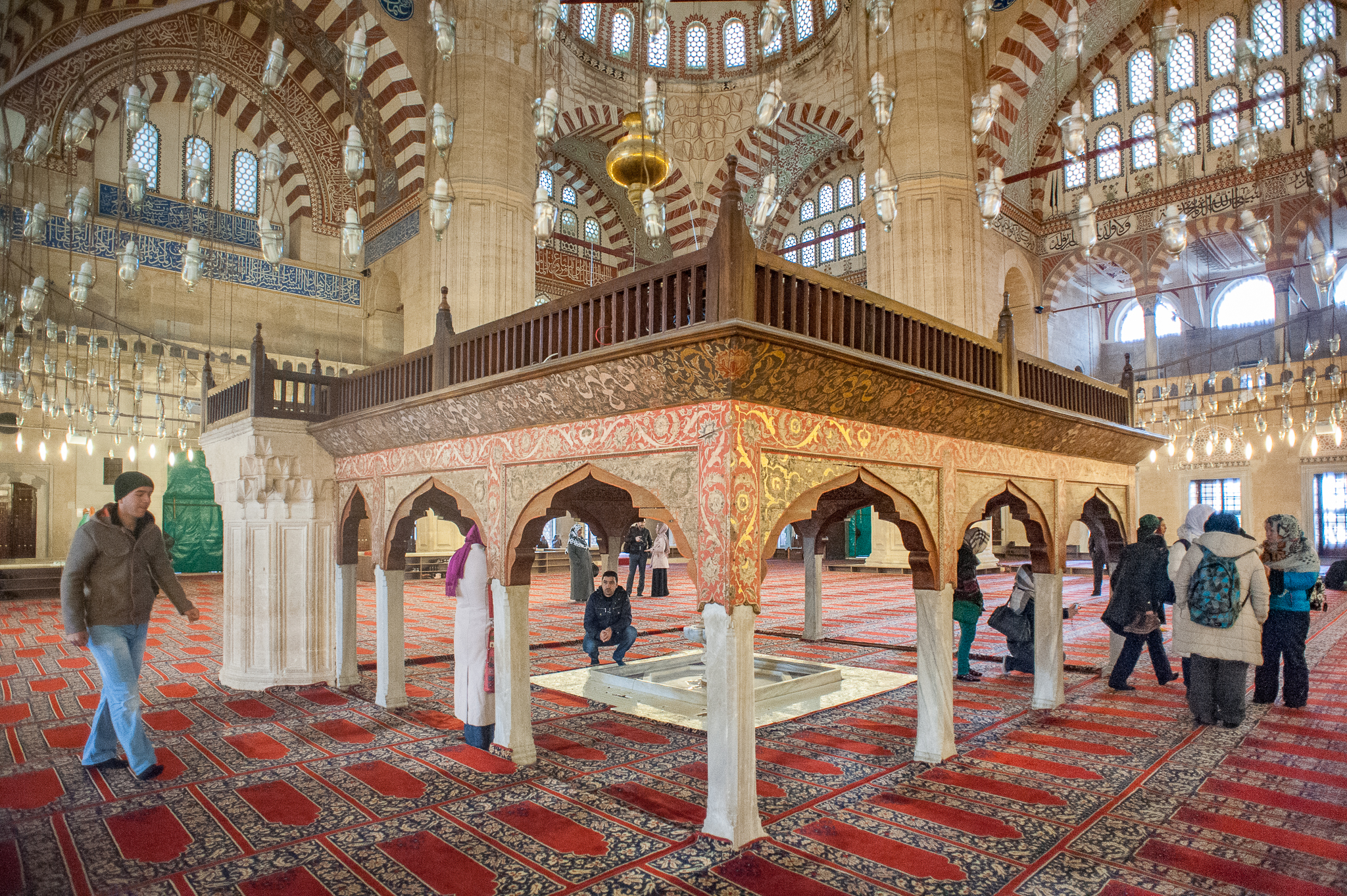
Le müezzin mahfili dans la mosquée Selimiye d'Edirne, en Turquie.